# Parviz Nasibov
Parviz Nasibov (in ucraino  Парві́з Паша-огли Насі́бов?; in azero Pərviz Paşa oğlu Nəsibov; Muğanlı, 18 agosto 1998) è un lottatore ucraino, specializzato nella lotta greco-romana, vicecampione olimpico ai Giochi di Tokyo 2020 e Parigi 2024 nei 67 kg.

## Biografia

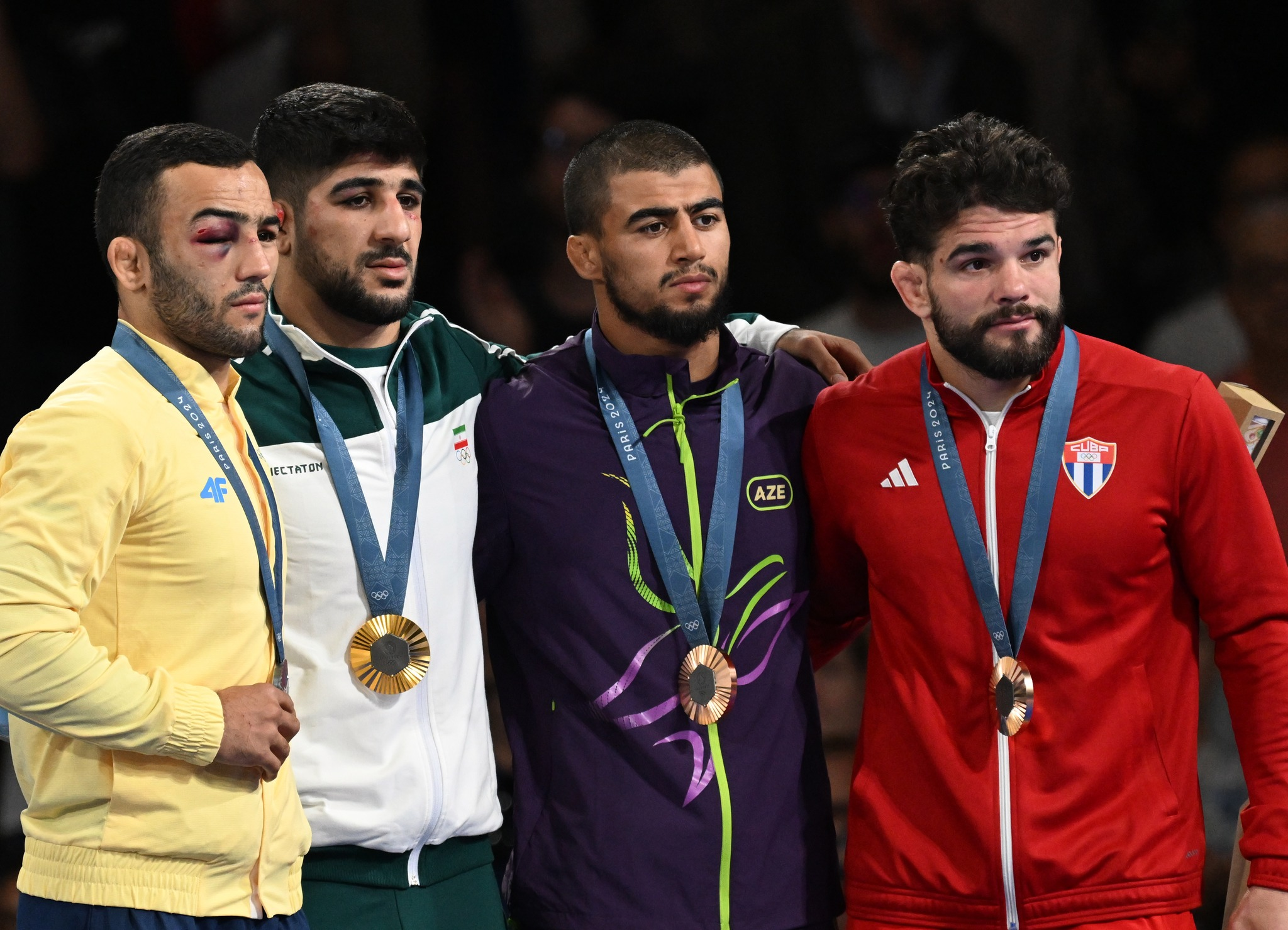
(Da sinistra) Parviz Nasibov, Hasrat Jafarov, Saeid Esmaeili e Luis Orta medagliati a

È nato a Muğanlı in Azerbaijan. Gareggia per il CSKA Kiev. Dal 2007 al 2014 è stato allenato da Nikolai Saleev; in seguito da Evgeni Chertkov.
Ha rappresentato l'Ucraina ai Giochi olimpici estivi di Tokyo 2020, dove ha vinto la medaglia d'argento nel torneo dei 67 kg, perdendo in finale contro l'iraniano Mohammad Reza Geraei.
Agli europei di Belgrado 2023 ha guadagnato il bronzo nei -67 kg. L'anno successivo agli europei di Bucarest 2024 ha ottenuto il bronzo nei -72 kg.
Ha fatto la sua seconda apparizione olimpica a Parigi 2024, classificandosi nuovamente secondo nel torneo dei torneo dei 67 kg, dove è rimasto sconfitto in finale contro l'iraniano Saeid Esmaeili. Nei turni precedenti aveva superato, il serbo Máté Nemeš agli ottavi, il kyrghiso Amantur Ismailov ai quarti e l'azero Hasrat Jafarov in semifinale.

## Palmarès
- Giochi olimpici estivi

Tokyo 2020: argento nei -67 kg;
Parigi 2024: argento nei -67 kg;
- Europei

Belgrado 2023: bronzo nei -67 kg;
Bucarest 2024: bronzo nei -72 kg;
- Mondiali junior

Trnava 2018: bronzo nei -67 kg;
- Europei

Istanbul 2015: argento nei -60 kg;
Bucarest 2016: argento nei -66 kg;
Dortmund 2017: oro nei -66 kg;